# Martin Krumbiegel
Martin Krumbiegel (* 1963 in Leipzig) ist ein deutscher Musiker und Musikwissenschaftler. Er stammt wie Sebastian Krumbiegel, sein drei Jahre jüngerer Bruder, aus der musikaffinen Familie Fischer-Sannemüller-Krumbiegel.

## Leben
Von 1973 bis 1982 war er Mitglied des Leipziger Thomanerchores. Ein Studium der Musikwissenschaft an der Universität Leipzig schloss er 1994 mit der Promotion ab. Daneben absolvierte Krumbiegel eine private Gesangsausbildung bei Andreas Sommerfeld. 
Seit 1987 wurde er als Konzert- und Oratoriensänger (Tenor), u. a. mit Auftritten im Leipziger Gewandhaus, im Schauspielhaus Berlin, in der Semperoper Dresden und in der Kölner Philharmonie verpflichtet. Er wirkt regelmäßig als Solist bei den Bach-Kantaten-Aufführungen des Thomanerchores mit. Auslandsgastspiele führten ihn nach Tschechien, Frankreich, Holland, Schweden und Litauen. Schwerpunkte seiner sängerischen Tätigkeit sind Oratorien, Kantaten und andere vokalsolistisch-kammermusikalische Gattungen des 17. und 18. Jahrhunderts. 
An internationalen Dirigierkursen (u. a. während des Oregon-Bach-Festivals 1990 in Eugene/USA, Leitung: Helmuth Rilling) nahm er aktiv teil und wird selbst als Leiter zu Kursen für Chorsänger sowie als Dozent bei Arbeitstreffen zur Aufführungspraxis der Musik des 16. bis 18. Jahrhunderts u. a. von der Schütz-Akademie in Bad Köstritz eingeladen.
Krumbiegel war zunächst als Dozent für Musikgeschichte an der Musikhochschule Leipzig tätig und  wurde am 14. April 2010 zum außerplanmäßigen Professor am Institut für Musikwissenschaft  der Hochschule bestellt.
Seit Bestehen des 1993 gegründeten Leipziger Oratorienchores ist er dessen künstlerischer Leiter. Mit diesem Ensemble erfolgen jährlich drei bis vier Aufführungen von Oratorien und chorsinfonischen Werken des 17. bis 19. Jahrhunderts. Nach dem Tod von Hans Grüß (1929–2001) übernahm er die Leitung der Capella Fidicinia Leipzig, eines Spezialensembles für ältere Musik, besonders des 15. bis 18. Jahrhunderts. Auftritte mit den Ensembles führten ins Berliner Konzerthaus, die Kölner Philharmonie, die Bonner Beethovenhalle sowie zu internationalen Musikfesten wie dem Bachfest Leipzig, den Göttinger Händelfestspielen oder dem Oude-Muziek-Festival Utrecht u. a. In Zusammenarbeit mit verschiedenen Ensembles (La Stagione Frankfurt, Berliner Barock-Compangney, Neue Düsseldorfer Hofmusik, Dresdner Barockorchester, Capella Fidicinia) erfolgten Gastauftritte am Händel-Haus Halle und im Leipziger Bacharchiv. 
Er ist der künstlerische Leiter des Herrenwieser Vokalensembles, wo sich einmal im Jahr 18 Sängerinnen und Sänger aus ganz Deutschland und der Schweiz im Oderbruch treffen und im Anschluss auf eine kleine Konzertreise durch Brandenburg gehen. Das Repertoire reicht vom Frühbarock über Schütz, Bach, Mendelssohn Bartholdy und Brahms bis in die klassische Moderne. 2008 wurden unter dem Motto Wachet auf, ruft uns die Stimme Werke von Kurt Hessenberg, Heinrich Schütz, Hugo Distler, Anton Bruckner, Max Reger u. a. aufgeführt.
Er hat Produktionen für Schallplatte (CD), Rundfunk und Fernsehen realisiert.